# Christa
Christa, auch Crista oder Krista, ist eine Variante des weiblichen Vornamens Christiane. Zu Herkunft und Bedeutung siehe dort. Der Name kommt auch als Familienname vor.

## Verbreitung
Ende der 1920er Jahre stieg die Popularität des Namens Christa stark an. Von der Mitte der dreißiger Jahre bis zum Ende der Vierziger gehörte der Name zu den zehn am häufigsten vergebenen weiblichen Vornamen. Ende der Fünfziger sank seine Beliebtheit stark ab, seit Ende der Sechziger werden kaum noch Mädchen Christa genannt.

## Namensträgerinnen

### A
- Krista Allen (* 1971), US-amerikanische Schauspielerin

### B
- Christa Berndl (1932–2017), bayerische Theater- und Volksschauspielerin
- Christa Biederbick (* 1940), deutsche Grafikerin und Bildhauerin
- Krista Birkner (* 1967), deutsche Schauspielerin
- Christa Bürger (* 1935), deutsche Germanistin

### C
- Christa Campbell (* 1972), US-amerikanische Schauspielerin
- Christa Czekay (1944–2017), deutsche Leichtathletin
- Christa Czempiel (1925–2007), deutsche Politikerin (SPD)

### E
- Christa Elsner-Solar (* 1946), deutsche Politikerin (SPD)
- Christa Estenfeld (* 1947), deutsche bildende Künstlerin und Schriftstellerin

### F
- Krista Federspiel (* 1941), österreichische Medizinjournalistin und Autorin
- Christa Feuerberg (* 1955), deutsche Künstlerin
- Crista Flanagan (* 1976), US-amerikanische Schauspielerin

### G
- Christa Gangl (* 1948), österreichische Politikerin (SPÖ)
- Christa Gießler (* 1954), deutschsprachige Schriftstellerin
- Christa Goetsch (* 1952), deutsche Politikerin (Bündnis 90/Die Grünen)
- Christa Götz (* 1948), bayerische Landwirtin und Politikerin (CSU)

### H
- Christa Hackenesch (1953–2008), deutsche Philosophin
- Christa Hammerl (* 1957), österreichische Historikerin und Geografin
- Christa Hauer-Fruhmann (1925–2013), österreichische Malerin
- Christa Heilmann (* 1946), deutsche Sprechwissenschaftlerin
- Christa Hein (* 1955), deutsche Schriftstellerin
- Christa Häussler (* 1962 oder 1964), deutsche Schauspielerin, Hörspiel- und Synchronsprecherin

### J
- Christa Johannsen (1914–1981), deutsche Schriftstellerin

### K
- Krista Keller, auch Christa Keller (1931–1988), deutsche Schauspielerin und Theaterregisseurin
- Christa Köhler (* 1951), deutsche Wasserspringerin
- Christa Kinshofer (* 1961), deutsche Skirennläuferin
- Christa Kirschbaum (* 1961), deutsche Kirchenmusikerin
- Christa Kleinhans (* 1937), deutsche Fußballspielerin
- Krista Kosonen (* 1983), finnische Schauspielerin
- Christa Kowalski, deutsche Hörspielregisseurin

### L
- Christa Lehmann (Schauspielerin) (1921–1992), deutsche Schauspielerin
- Christa Lehmann (Serienmörderin) (* 1923), deutsche Serienmörderin
- Krista Lepik (* 1964), estnische Biathletin
- Christa Linder (* 1943), deutsche Schauspielerin
- Christa Luding-Rothenburger (* 1959), deutsche Eisschnellläuferin und Radsportlerin
- Christa Ludwig (1928–2021), deutsche Sängerin

### M
- Christa Maar (1939–2022), deutsche Kunsthistorikerin, Drehbuchautorin und Regisseurin
- Christa Markwalder (* 1975), Schweizer Politikerin (FDP)
- Christa Matschl (1943–2024), bayerische Politikerin (CSU)
- Christa McAuliffe (1948–1986), US-amerikanische Lehrerin und Astronautin
- Christa Miller (* 1964), US-amerikanische Schauspielerin und Ex-Fotomodell
- Christa Moering (1916–2013), deutsche Malerin und Galeristin
- Christa Mühl (1947–2019), deutsche Regisseurin, Drehbuchautorin und Schriftstellerin

### N
- Christa Naaß (* 1955), deutsche Politikerin (SPD)
- Christa Nebenführ (* 1960), österreichische Schriftstellerin, Schauspielerin und Journalistin
- Christa Neuper (* 1958), österreichische Neuropsychologin, Universitätsrektorin
- Christa Nickels (* 1952), deutsche Politikerin (Bündnis 90/Die Grünen)
- Christa Näher (* 1947), deutsche Künstlerin (Malerei, Zeichnungen)

### P
- Christa Peikert-Flaspöhler (1927–2016), deutsche Schriftstellerin
- Christa Perathoner (* 1987), italienische Biathletin
- Christa Peters (vermutlich 1933–1981), deutsche Fotografin
- Christa Pike (* 1976), US-amerikanische Mörderin
- Christa Prets (* 1947), österreichische Politikerin (SPÖ)
- Christa Prinzing (* 1944 oder 1945), deutsche Skirennläuferin

### R
- Christa Ratzenböck (* 1972), oberösterreichische Mezzosopranistin
- Christa Reich (* 1937), deutsche Kirchenmusikerin, evangelische Theologin und Hochschullehrerin
- Christa Reichard (* 1955), deutsche Politikerin (CDU)
- Christa Reichwaldt (* 1955), deutsche Politikerin (Die Linke)
- Christa Reinig (1926–2008), deutsche Schriftstellerin
- Christa Rockstroh (* 1953), deutsche Schauspielerin
- Christa Rohde-Dachser (* 1937), deutsche Soziologin, Psychoanalytikerin

### S
- Krista Sager (* 1953), deutsche Politikerin (Bündnis 90/Die Grünen)
- Christa Schroeder (Politikerin) (1913–1988), deutsche Politikerin (CDU)
- Christa Schroeder (Sekretärin) (1908–1984), von 1933 bis 1945 Sekretärin Adolf Hitlers
- Christa Schuenke (* 1948), deutsche literarische Übersetzerin
- Christa Schäpertöns (* 1981), deutsche Fußballspielerin
- Christa von Seckendorff (* 1970), deutsche Künstlerin
- Christa Siems (1916–1990), deutsche Volksschauspielerin
- Christa Spangenberg (1928–2003), deutsche Verlegerin
- Krista Stadler (* 1942), österreichische Schauspielerin
- Christa Steiger (* 1951), deutsche Politikerin (SPD)
- Christa Stubnick (1933–2021), deutsche Leichtathletin

### T
- Krista Tesreau (* 1964), US-amerikanische Schauspielerin
- Christa Thoben (* 1941), deutsche Politikerin (CDU)
- Christa von Thurn und Taxis (* 1941), seit 2003 Präsidentin des Bayerischen Roten Kreuzes
- Christa Tobler (* 1961), Schweizer Rechtswissenschaftlerin

### V
- Christa Vahlensieck (* 1949), deutsche Langstreckenläuferin
- Christa Vennegerts (1951–2010), deutsche Politikerin (B’90/Grüne)
- Christa Vogel (1943–2005), deutsche Übersetzerin polnischer und russischer Literatur
- Christa Vossschulte (* 1944), deutsche CDU-Politikerin

### W
- Christa Wehling (1928–1996), deutsche Volksschauspielerin
- Christa Wiese (* 1967), deutsche Leichtathletin
- Christa Williams (1926–2012), deutsche Schlagersängerin
- Christa Winsloe (1888–1944), deutsch-ungarische Schriftstellerin, Drehbuchautorin und Dramatikerin
- Christa Wolf (1929–2011), deutsche Schriftstellerin

### Z
- Christa Zechmeister (* 1957), deutsche Skirennläuferin
- Christa Zeuch (* 1941), deutsche Kinder- und Jugendbuchautorin

## Familien- oder Künstlername
- Emanuel Christa (Chronist) (1794–1875), deutscher Verwalter und Chronist
- Emanuel Christa (Geologe) (1874–1948), deutscher Geologe und Bergsteiger
- Eva Christa (eigentlich Eva Christlieb; 1896–1970), deutsche Schauspielerin und Filmregisseurin
- Josef Christa (1877–1951), deutscher Priester, Kunsthistoriker und Heimatforscher

## Sonstiges
- Christa (Asteroid), Asteroid 1015 des Hauptgürtels
- Christa (Gattung), eine Heuschreckengattung
- Die schöne Krista, Dokumentarfilm von Antje Schneider und Carsten Waldbauer aus dem Jahr 2013